# Bahnhof Schwarzach-St. Veit

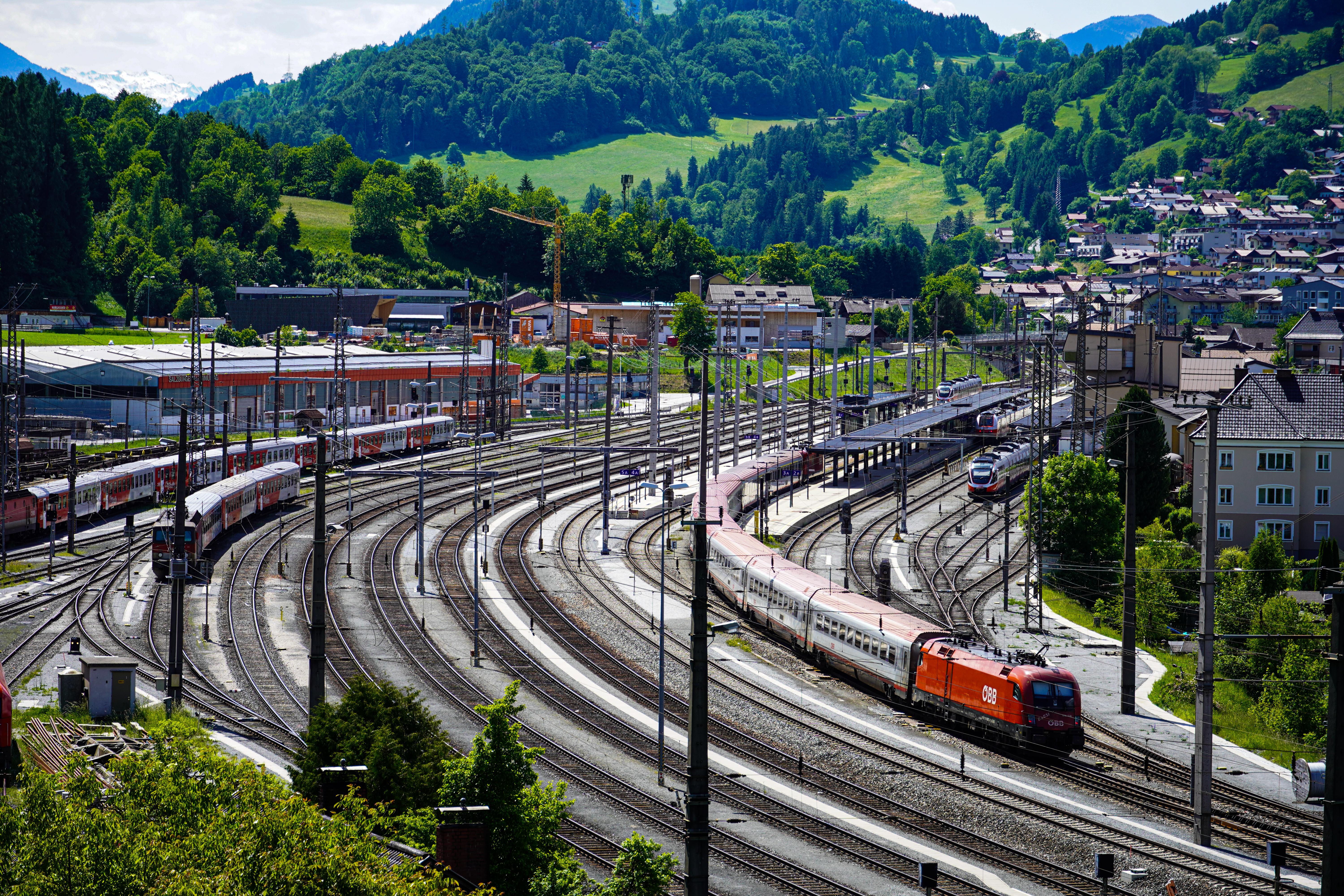
Bahnhof Schwarzach-St. Veit (2025)

Der Bahnhof Schwarzach-St. Veit ist ein Trennungsbahnhof des Schienenpersonenfernverkehrs und -nahverkehrs. Er liegt in Schwarzach im Pongau.

## Geschichte
Der Bahnhof Schwarzach wurde 1875 im Zuge der Eröffnung der Giselabahn in Betrieb genommen. Mit der Eröffnung der Tauernbahn 1905 fädelte diese in Schwarzach von der Talstrecke Richtung Gasteinertal aus, und somit wurde der Bahnhof zum wichtigsten Betriebsbahnhof der Nordrampe. Von 2019 bis 2020 wurde der Bahnhof sowie der Bahnhofsvorplatz um 1,5 Mio. Euro umgebaut und die bestehende Park-and-Ride-Anlage den aktuellen Anforderungen erweitert und angepasst. Die Kosten trugen zu 50 % die ÖBB, zu 25 % das Land Salzburg und zu 25 % die Marktgemeinden Schwarzach und Goldegg.

## Bauliches
Der Bahnhof hat fünf Bahnsteiggleise. Am Bahnhofsvorplatz ist der Busbahnhof. Die Park-and-Ride-Anlage beim Bahnhof bietet 171 Pkw-Stellplätzen (vier barrierefrei und vier mit Ladestationen für E-Autos), 16 Stellplätze für Mofas und Motorräder sowie 88 Fahrrad-Abstellmöglichkeiten.

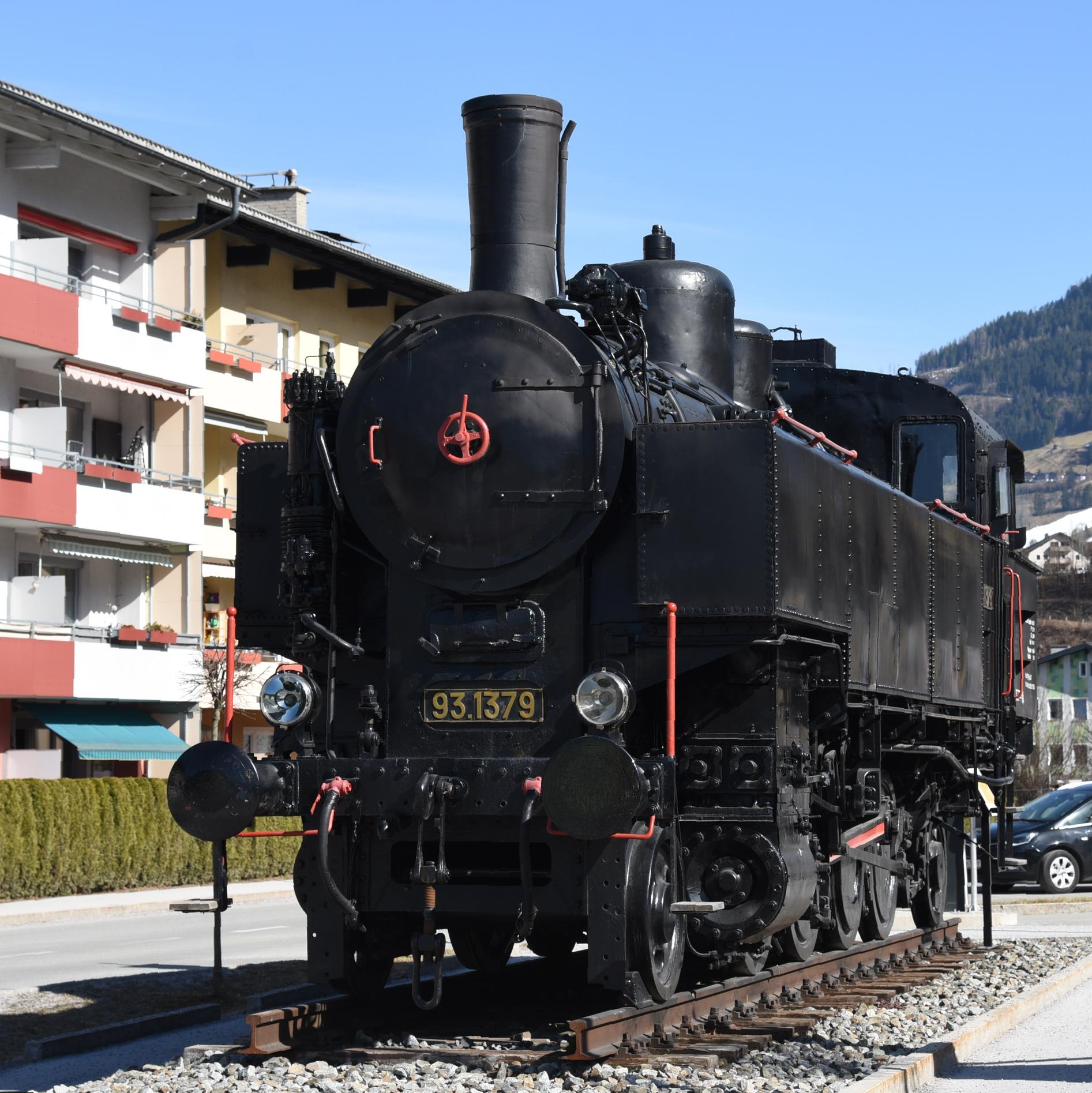
Denkmallok ÖBB 93 1379 Schwarzach

Am Bahnhofsvorplatz steht die Denkmallokomotive 93 1379. Sie wurde 2022 mit Unterstützung des Museum Tauernbahn restauriert.
Das Museum ist in einem alten Lokschuppen untergebracht. Dieser wurde 1991 von Adolf Krischanitz umgebaut und erhielt auch einen kleinen Anbau.

## Personenverkehr

### Fernverkehr
| Linie        | Strecke | Takt                                                | Anmerkungen                                                                                           |
| ------------ | --- | --------------------------------------------------- | --- |
| /            | Salzburg Hbf – Schwarzach-St. Veit – Villach Hbf – Klagenfurt Hbf                                                              | 120 min                                             | teilweise durchgebunden von Flughafen Wien, Dortmund Hbf, Frankfurt Hbf, München Hbf oder Münster Hbf |
| Transalpin   | Zürich HB – Kitzbühel – Zell am See – Schwarzach-St. Veit – Graz Hbf                                                           | 1 Zugpaar täglich                                   | |
| Hahnenkamm   | Innsbruck Hbf – Schwarzach-St. Veit – Graz Hbf                                                                                 | 1 Zugpaar täglich                                   | |
| Großglockner | Schwarzach-St. Veit – Wörgl Hbf – München Hbf.                                                                                 | 1 Zugpaar samstags in den Winter- und Sommermonaten | |
| Großglockner | Schwarzach-St. Veit – Wörgl Hbf – München Ost – Fulda – Kassel-Wilhelmshöhe – Hannover Hbf – Hamburg Hbf (– Hamburg-Altona)    | 1 Zugpaar sonntags in den Winter- und Sommermonaten | |
| Xpress       | Wörgl Hbf – Kitzbühel – Saalfelden – Zell am See – Schwarzach-St. Veit – Salzburg Hbf – Linz Hbf – Wien Hbf (– Flughafen Wien) | 1 Zugpaar samstags in den Wintermonaten             | |

Quelle: 

#### Nachtverbindungen
| Linie        | Strecke |
| ------------ | --- |
| ÖBB Nightjet | München Hbf – Salzburg Hbf – Schwarzach-St. Veit – Villach Hbf – Roma Termini                                                              |
| ÖBB Nightjet | Graz Hbf – Schwarzach-St. Veit – Zürich HB                                                                                                 |
| ÖBB Nightjet | München Hbf – Salzburg Hbf – Schwarzach-St. Veit – Villach Hbf – Milano Centrale                                                           |
| EuroNight    | Zürich HB – Schwarzach-St. Veit – Villach Hbf – Zagreb Glavni Kolodvor                                                                     |
| EuroCity     | Klagenfurt Hbf / (Zagreb Glavni kolodvor) – Villach Hbf – Schwarzach-St. Veit – Salzburg Hbf – München Hbf – Stuttgart Hbf – Frankfurt Hbf |

Quelle: 

### Nahverkehr
| Linie           | Strecke                                                                                               | Takt                                                                                     | Anmerkungen                                                                                               |
| --------------- | --- | ---------------------------------------------------------------------------------------- | --- |
| S-Bahn Salzburg | (Bad Reichenhall –) Freilassing – Salzburg Hbf – Golling-Abtenau – Schwarzach-St. Veit (– Saalfelden) | 60 min Freilassing – Schwarzach-St. Veit 30 min Freilassing – Golling-Abtenau (werktags) | teilweise durchgebunden von Freilassing nach Bad Reichenhall bzw. von Schwarzach-St. Veit nach Saalfelden |
| REX             | Salzburg Hbf – Schwarzach-St. Veit – Saalfelden – Wörgl Hbf                                           | 120 min teilweise 60 min Schwarzach-St. Veit – Wörgl                                     | zusätzliche Züge in der HVZ Züge in den Tagesrandzeit außer Takt                                          |

Quelle: 